# Grindwinning in België
Grindwinning in België vindt vooral plaats op en langs de Maasterrassen en langs de Limburgse Grensmaas, overigens ook in Nederlands Limburg.

## Geschiedenis

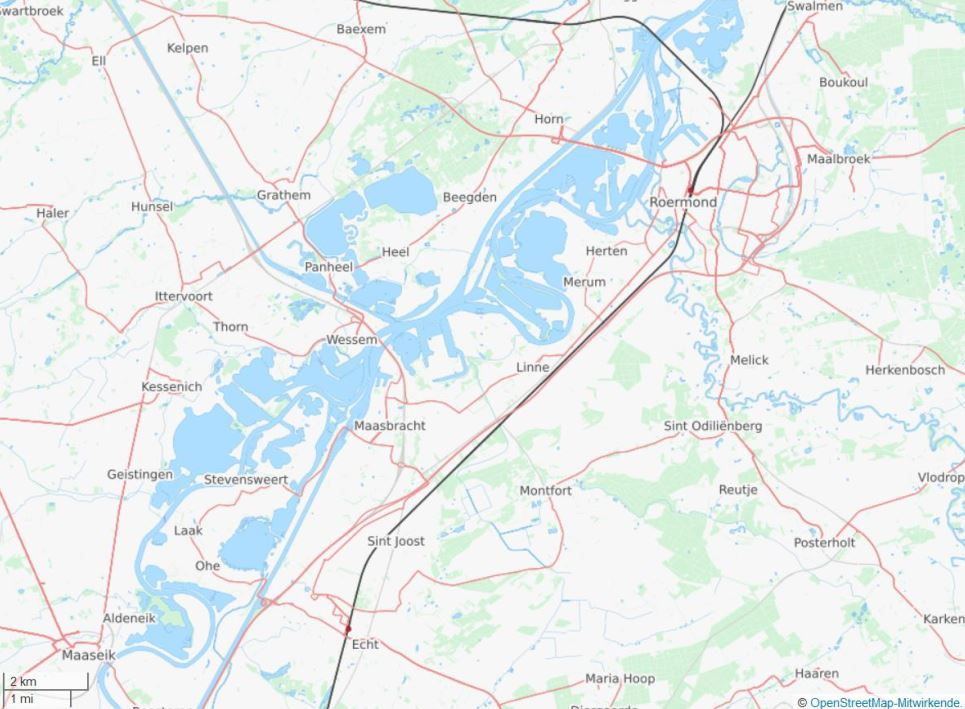
Maasplassen in Nederland en België

Op kleine schaal werd al eeuwenlang grind gewonnen voor wegverharding en woningbouw, maar het toenemend gebruik van beton deed de behoefte aan grind in de twintigste eeuw snel toenemen. Hierbij speelden ook de Belgische steenkoolmijnen in het Kempens Bekken een belangrijke rol.
Pas na de Tweede Wereldoorlog, in 1944, ontstond een grindwinning op industriële schaal. De wederopbouw speelde daarbij een rol, vanaf de jaren 50 werd de aanleg van autosnelwegen steeds belangrijker. De winning werd uitgevoerd door baggeractiviteiten in de uiterwaarden van de Maas (valleigrind), waarbij grote plassen (grindgaten) ontstonden: de Maasplassen. Bij veel projecten was het voor de zand- en grindschepen mogelijk om via de plassen rechtstreeks de Maas te bereiken. Langs de hele lengte van de Grensmaas ontstonden op deze wijze grindplassen. Daarnaast zijn er berggrindwinningen, die plaatsvonden op het Kempens Plateau, onder meer het gebied vanaf het natuurgebied de Mechelse Heide tot bij het Kolenspoor bij het station van As. Tegenwoordig wordt zand- en grindwinning in België uitgevoerd door een 17-tal bedrijven, verenigd in de federatie Belbag.
De ongebreidelde uitbreiding van de plassen wekte weerstand bij de plaatselijke bevolking, waaronder natuur- en milieu-organisaties, de landbouw en buurtbewoners. Begin jaren 70 van de 20e eeuw werd door de grindbedrijven en de gemeentelijke en provinciale overheden een grindfonds, de zogenaamde grindpot, ingesteld, waarin de bedrijven -afhankelijk van de hoeveelheid gewonnen grind- een bepaald bedrag stortten om daarmee de herstructurering van verlaten groeven te betalen. De bij de grindwinning vrijgekomen bovenlaag werd mede voor dit doel gebruikt.
Met het oog op het behoud en herstel van het ruimtelijke en ecologische patrimonium, de omschakeling van de ontginningsgebieden bij uitdoving van de grindwinning, de sociale begeleiding bij die omschakeling, de herstructurering van de grindgebieden en het onderzoek naar alternatieve materialen voor grind in diverse toepassingen en om de illegaliteit en het favoritisme te bestrijden werd het Decreet van 14 juli 1993 tot oprichting van het grindfonds en tot regeling van de grindwinning gestemd. 

## Herstructurering

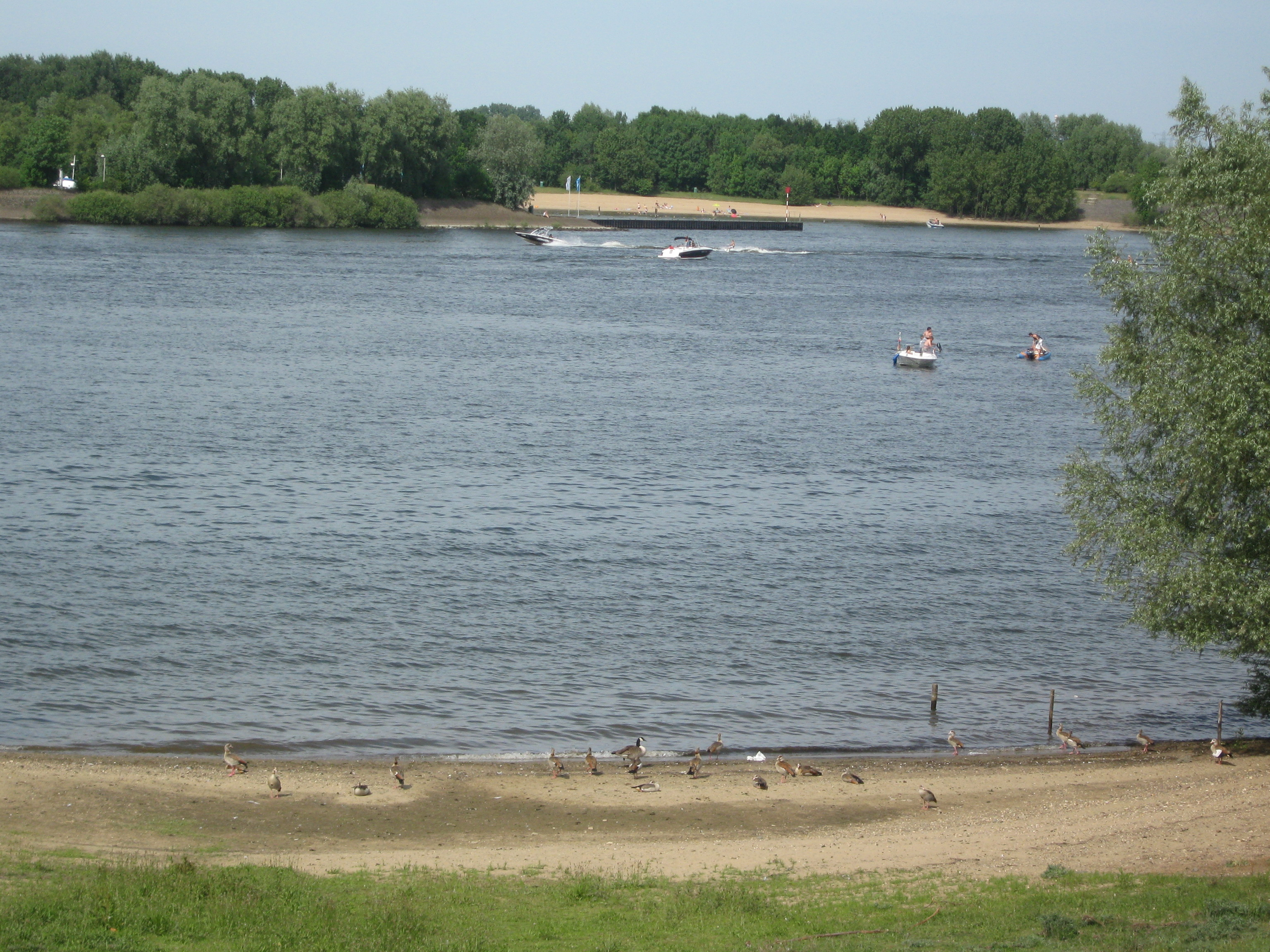
Grindplas Heerenlaak

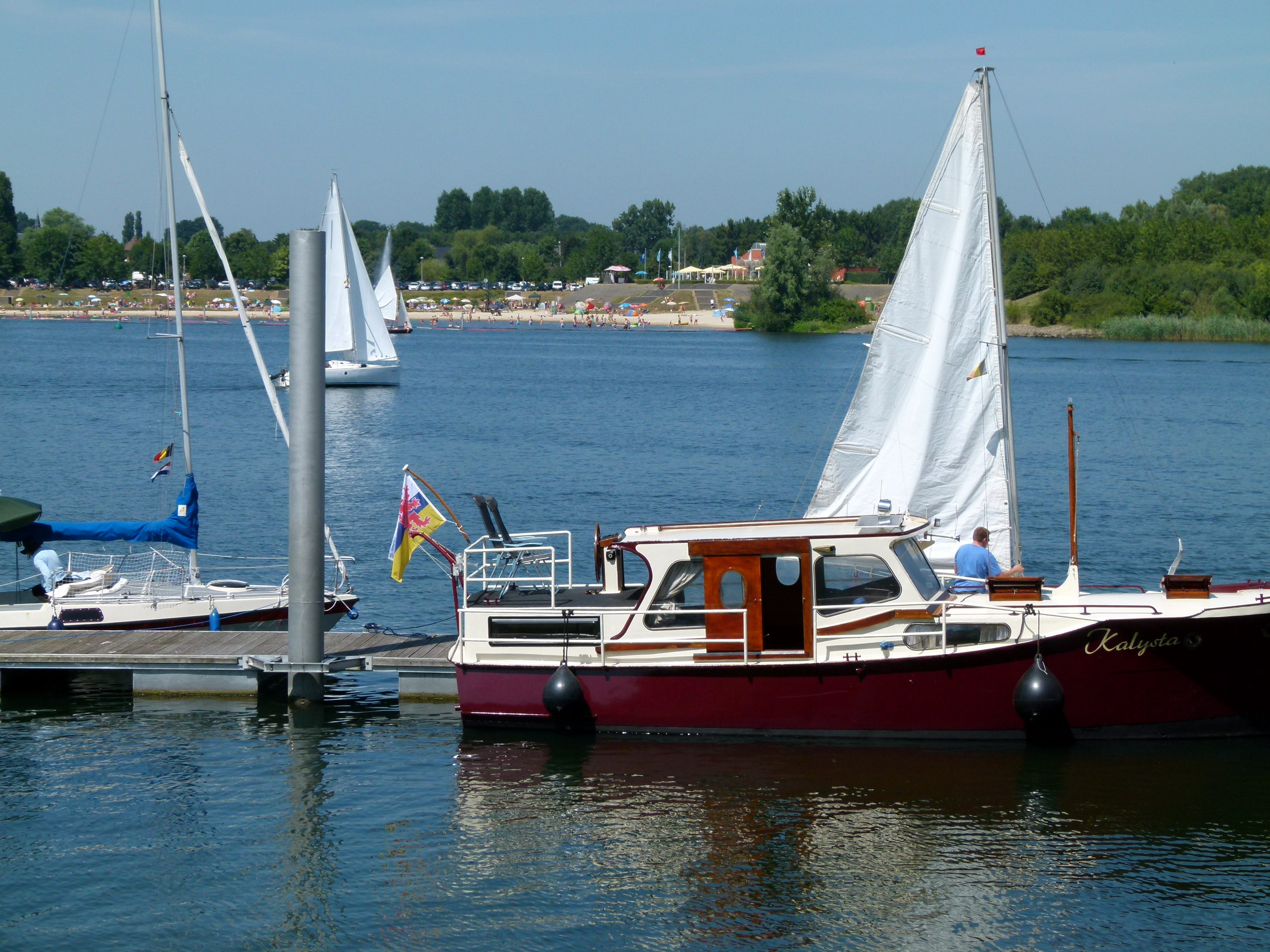
Waterrecreatie in De Spaanjerd, Ophoven

De herstructurering diende voor de aanleg van nieuwe natuurgebieden, recreatiegebieden (hengelsport, watersport, rivierstrand) en incidenteel ook landbouwgebied. De volgende projecten werden tot nog toe (2012) uitgevoerd:
- De natuurgebieden Koningssteen en Kollegreend bij Kessenich
- Watersportcentrum en jachthaven De Spaanjerd bij Ophoven
- Watersportcentrum Heerenlaak bij Aldeneik
- Natuurgebied Bergerven bij Neeroeteren
- Bichterweerd bij Rotem, oorspronkelijk als waterwingebied gedacht, na 1995 als natuurontwikkelingsgebied aangewezen
- Meerheuvel, nabij Bichterweerd, een waterwingebied
- Negenoord met Kerkeweerd, een natuur- en recreatieplas, en een natuurgebied
- Natuurgebied Maasbempder Greend bij Eisden
- Diverse oude groeven langs de Zuid-Willemsvaart, nabij Boorsem en Uikhoven, waarvan een aantal in de jaren 80 van de 20e eeuw werden volgestort met grond die vrijkwam bij de verbreding van het Albertkanaal. Deze werden voor de landbouw geschikt gemaakt. De groeve ten noorden van Boorsem wordt als waterberging gebruikt.
- Natuurgebied Hochter Bampd te Neerharen

Een groot aantal van de door de herstructurering ontstane natuurgebieden werden opgenomen in het Rivierpark Maasvallei, dat in 2006 werd gepresenteerd.
De grindwinning in de Mechelse Heide werd beëindigd in 2011, en deze locatie wordt ontwikkeld tot een natuurgebied dat tot Nationaal Park Hoge Kempen behoort.
Ontgrindingen vinden tegenwoordig ook plaats in het kader van het Grensmaasproject: Vanaf september 2019 wordt de Elerweerd, bij Elen afgegraven, 15 à 20 miljoen ton afgegraven, dat voor 80% uit grind bestaat.

## Enkele getallen
De grindvoorraden in België worden geschat op 3 miljard m3 in de Maasvallei en 800 miljoen m3 op het Kempens Plateau. Jaarlijks wordt 9 miljoen m3 aan grind en grof zand gewonnen, waarbij 40 à 50 ha wordt ontgrond. De werkgelegenheid bedraagt 150 rechtstreekse, en 180 indirecte arbeidsplaatsen, terwijl er 4.000 mensen werkzaam zijn in de grindverwerkende industrie, met name de betonfabrieken, die voor het merendeel in Limburg zijn geconcentreerd.
Bij elke ton gewonnen grind komt ook 300 kg industriezand ter beschikking, een grondstof waaraan in Vlaanderen een tekort bestaat. Van het grind wordt 40% geëxporteerd (vooral naar Nederland en Wallonië), terwijl jaarlijks 8 à 9 miljoen ton industriezand wordt geïmporteerd, los van het bij de grindwinning vrijkomende industriezand. 
Hoewel de voorraden dus aanzienlijk zijn blijft het probleem dat het grind zich bevindt in een beperkt, en kwetsbaar, gebied. Hoewel er vaak ook grind wordt gewonnen in samenhang met de winning van zilverzand, of bij de uitvoering van grote werken, is dat gewoonlijk niet voldoende om aan de vraag te voldoen, worden er regelmatig toch weer nieuwe gebieden opgeofferd. Het hergebruik van bouw- en sloopafval, of de toepassing van alternatieven zoals steenslag en industriële reststoffen, zoals slakken, staat nog in de kinderschoenen en bedraagt hooguit 5% van het totaal. Een ander alternatief is zeegrind, dat vanuit het Verenigd Koninkrijk naar de Vlaamse kust en Antwerpen wordt aangevoerd, en Rijngrind, dat in Antwerpen wordt aangevoerd.
Hoewel de ontgrindingen vaak omgevormd kunnen worden tot een nieuwe, zinvolle functie, blijven er bedreigingen bestaan, waaronder het opofferen van kwetsbare natuurgebieden, landbouwgrond, en cultuurhistorisch erfgoed. Ook kan het baggeren tot grote diepten, 30 à 50 meter, plassen opleveren die arm zijn aan leven.

## Externe bron
- Belbag
- Grindcomité[dode link]